# Чепа, Алексей Васильевич
Алексей Васильевич Чепа (род. 22 ноября 1955, Капустин Яр, Астраханская область) — российский государственный и политический деятель. Депутат Государственной думы Российской Федерации с 15 декабря 2011 года (6-го, 7-го и 8-го созыва) от партии «Справедливая Россия». Кандидат экономических наук.
За нарушение территориальной целостности Украины во время российско-украинской войны находится под персональными международными санкциями всех стран Европейского союза, Великобритании, США, Швейцарии, Австралии, Японии, Украины, Новой Зеландии.

## Биография

### Происхождение

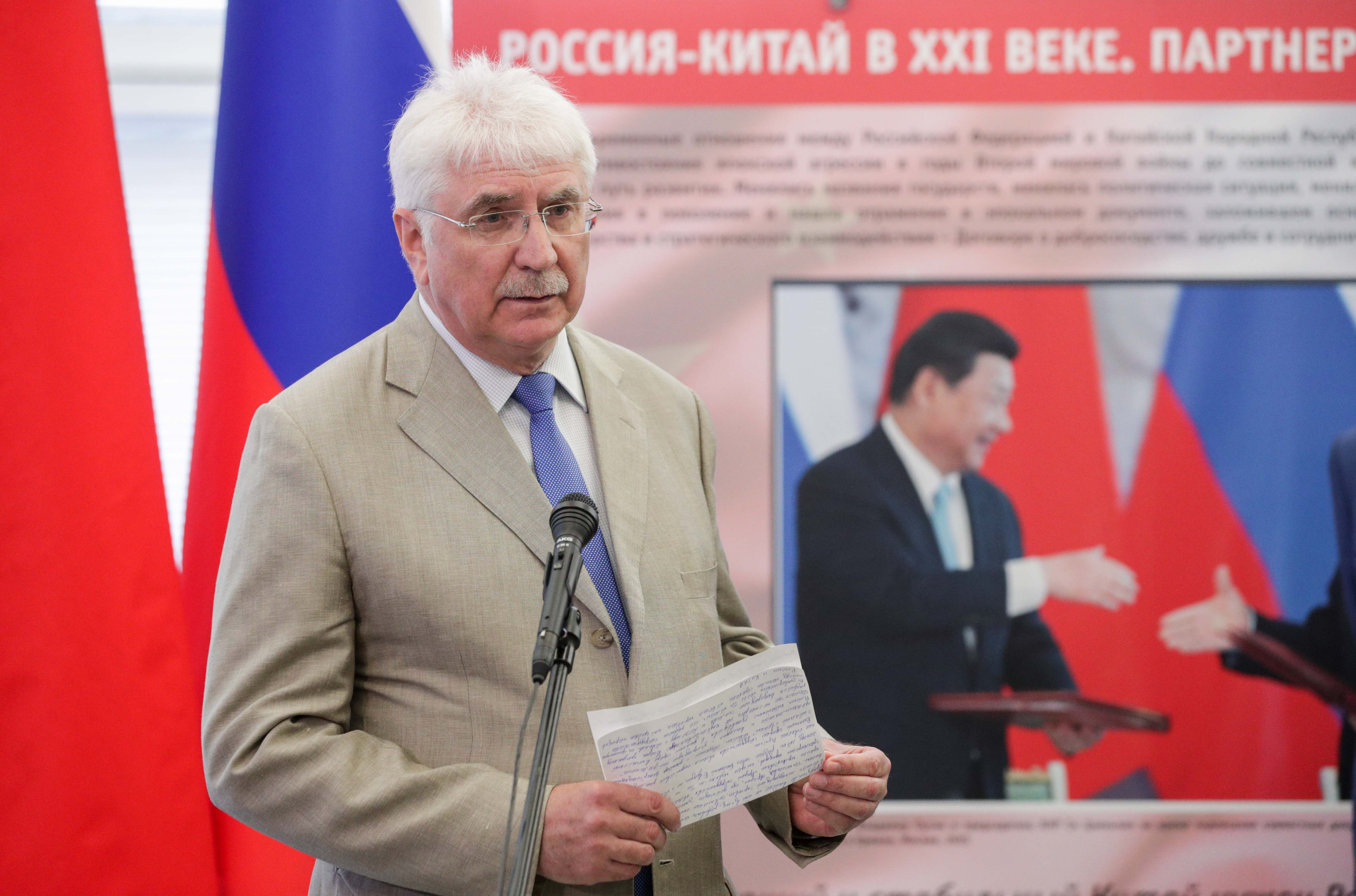
На выставке «Россия — Китай в XXI веке. Партнерство нового типа», 2021 год

Родился 22 ноября 1955 года в семье военного. Отец Василий Иванович Чепа (1923—2017) — полковник, работал в ракетно-космической отрасли, служил на полигоне Капустин Яр. В отставке с 1991 года.
В 1979 году Алексей Чепа окончил Московский авиационный институт им. Серго Орджоникидзе по специальности «инженер-электромеханик».

### Профессиональная деятельность
С 1979 по 1989 годы работал на закрытых военно-промышленных предприятиях Москвы и Подмосковья на различных должностях. В эти годы дважды окончил Центральный институт повышения квалификации кадров авиационной промышленности Министерства авиационной промышленности СССР (ЦИПКК МАП СССР) в 1986 и 1989 годах.
В 1988 году 33-летний Алексей Чепа основал предприятие по переработке древесины и изготовлению стройматериалов.
«Это был 1989 год, я как раз писал кандидатскую диссертацию. Было остановлено финансирование того направления науки, которым я занимался, и я оказался в тяжёлом положении. У меня была семья, маленький ребёнок, а с другой стороны — были определённые задачи по развитию международных экономических контактов», — вспоминал Чепа позднее. Тема научной работы не разглашается, известна лишь присвоенная учёная степень — кандидат экономических наук.
В 1990 году окончил Академию народного хозяйства при Совете министров СССР (ныне — Российская академия народного хозяйства и государственной службы при президенте РФ) по специальности «менеджмент» («специалист по управлению бизнесом»), прошёл «стажировку в Германии».
С марта 1991 по март 1995 года — генеральный директор АОЗТ «Аверс». В июле 1991 года — генеральный директор ЗАО «Квонтум Лтд». В этом же году перенёс бизнес за границу, создал несколько агрофирм в Африке, Азии и США.
С сентября 1994 по февраль 1997 года Чепа занимал должность коммерческого директора АОЗТ «Военно-техническая компания по реализации конверсионной техники и оборудования» (Воентех). Параллельно избирался членом совета директоров АКБ «Алина-Москва», основанного в 1993 году. Вскоре, у банка начались задержки с выплатами, после чего в 1999 году он был приобретён «Ингосстрахом» и переименован в АКБ «Ингосстрах-Союз».
В феврале 1997 года Алексей Чепа занял должность генерального директора АОЗТ «Военно-техническая компания по реализации конверсионной техники и оборудования» (Воентех). В мае 1999 года вошёл в наблюдательный совет ЗАО АКБ «Русско-Германский Торговый Банк А. О.» (в 2010 году у банка была отозвана лицензия). Через месяц стал членом Совета директоров РАКБ «Москва». В 1999—2000 годы являлся членом совета директоров Регионального акционерного банка «Москва».
В 2001 году основал межрегиональный аграрный фонд «Плодородие». Тогда же в 2001 году вступил в Аграрную партию России. Фактически бизнесмен Чепа являлся главным спонсором партии. В 2002 году стал заместителем председателя партии.
В 2002 году — председатель правления некоммерческой организации «Фонд дружбы и сотрудничества с Республикой Ангола».
С 2002 года — основной акционер и председатель совета директоров телеканалов «Ностальгия» и «Русский мир» (вещание на территории США) и ряда печатных изданий: журналов «Автоплюс» и «Ностальгия», газеты «Русский курьер».
В 2003 году возглавил совет директоров ОАО «Марьинская птицефабрика».
В сентябре 2003 года в период кампании по в Государственную думу IV созыва Чепа был включён третьим номером в первую тройку федерального списка избирательного объединения «Аграрная партия России». Первым в списке был Михаил Лапшин, вторым — Александр Назарчук. На выборах 7 декабря 2003 года партия получила 3,64 % голосов и не преодолела пятипроцентный барьер.
В 2004 году стал руководителем автономной некоммерческой организации «Институт продовольственной политики».
В 2005 году Чепа был исключён из Аграрной партии России после конфликта с её главой Владимиром Плотниковым. В этом же году возглавил торговое предприятие ООО «Рокада Лтд.», от лица которого принимал участие в работе Российско-арабского делового совета при Торгово-промышленной палате РФ (занимается содействием развитию торгово-экономического сотрудничества между Россией и арабскими странами). В том же году стал финансовым директором компании «Вессо-линк единая пейджинговая».
В апреле 2006 года на учредительном съезде общественной организации «Российский земельный союз» избран заместителем председателя. Председателем Российского земельного союза стал председатель «Российской партии жизни» Сергей Миронов.
В октябре 2006 года партии «Родина» (предс. Александр Бабаков), «Российская партия жизни» (предс. Сергей Миронов) и «Российская партия пенсионеров» (предс. Игорь Зотов) слились в партию «Справедливая Россия: Родина/Пенсионеры/Жизнь».
В 2007 году Чепа вступил в партию «Справедливая Россия». Он был сразу избран членом президиума партии «Справедливая Россия» и председателем совета по вопросам аграрно-промышленного комплекса и земельным отношениям.
26 апреля 2008 года на третьем съезде «Справедливой России» Чепа был избран секретарём центрального совета партии.
В 2010 году стал главой регионального отделения «Справедливой России» в Тверской области.

### Законодательное собрание Тверской области (2011)
В начале 2011 года был выдвинут на выборах в Законодательное собрание Тверской области 5 созыва в составе списка партии «Справедливая Россия», был вторым в общей части списка (Маркова, Чепа, Драпеко). Депутаты избирались по смешанной системе на 5 лет. На выборах 13 марта 2011 года список «Справедливой России» набрал 21,3 % и получил 4 мандата. Актрисы Римма Маркова (86) и Елена Драпеко (62) ожидаемо отказались от мандатов. По списку депутатами стали Алексей Чепа, Эдуард Белых, Владимир Баюнов и Пётр Кожевников.
В заксобрании Тверской области Чепа возглавил фракцию «Справедливая Россия». Однако уже в декабре 2011 года сложил полномочия депутата Законодательного собрания Тверской области, так как был избран депутатом Государственной думы 6-го созыва. Вакантный мандат в январе 2012 года получил Владимир Краснобородько.

### Государственная дума
6 созыв (2011—2016)

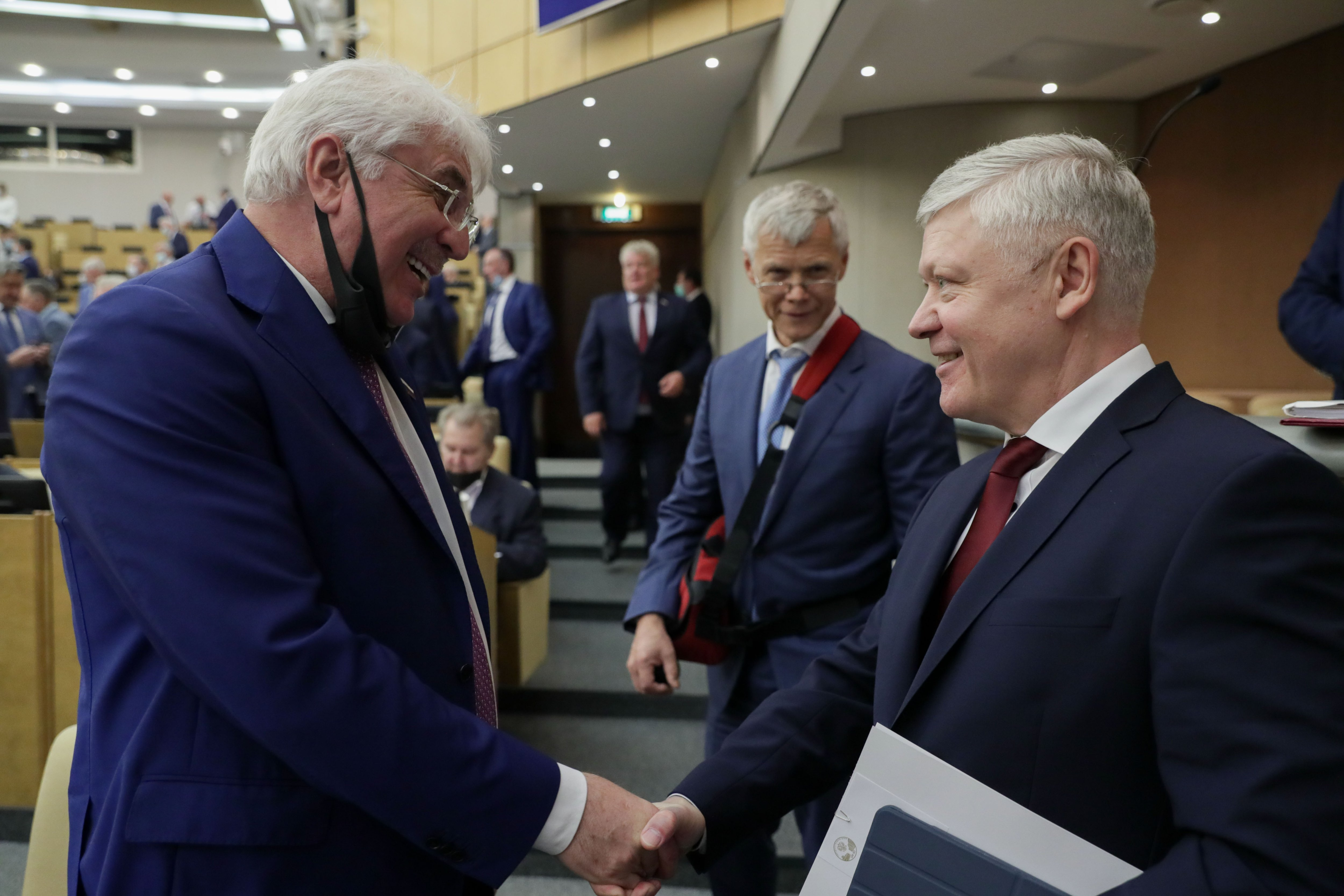
Алексей Чепа и Председатель Комитета по безопасности и противодействию коррупции Василий Пискарев на заседании Государственной Думы, 2021 год

Осенью 2011 года выдвинут на выборы в Государственную думу 6-го созыва в составе списка партии «Справедливая Россия», баллотировался в региональной группе № 35 (Вологодская область, Новгородская область, Тверская область), где был первым номером. Депутаты избирались по пропорциональной системе на 5 лет. По итогам состоявшихся 4 декабря 2011 года выборов список «Справедливой России» набрал 13,24 % голосов и получил 64 места. Один из мандатов был передан Чепе. В Госдуме занял посты заместителя руководителя фракции партии «Справедливая Россия» и заместителя председателя комитета по науке и наукоёмким технологиям.
В апреле 2013 года Алексей Чепа как депутат Госдумы, который также возглавляет группу дружбы Россия-Камбоджа, передал министру юстиции Камбоджи письмо с просьбой освободить бизнесмена Сергея Полонского из камбоджийской тюрьмы под его личные гарантии.
До 2013 года Чепа был совладельцем ресторана «Novikov» в Лондоне, которую переписал на сына, и квартиры в Майами, которую переписал на племянницу.
В мае 2016 года ЦБ лишил лицензии на осуществление банковских операций принадлежащий Чепе КБ «Банк развития технологий», в совет директоров которого входила его жена Ирина.
7 созыв (2016—2021)
В июне 2016 года выдвинут на выборы в Государственную думу 7 созыва в составе списка партии «Справедливая Россия» (№ 1 в региональной группе № 26: Вологодская область, Новгородская область, Тверская область). Депутаты избирались по смешанной системе на 5 лет. По итогам состоявшихся 18 сентября 2016 года выборов список «Справедливой России» набрал 6,22 % голосов и получил 16 мест. Один из мандатов был передан Чепе.
Член фракции «Справедливая Россия». В январе 2017 года сожалел о выходе из «Справедливой России» Елены Мизулиной.
В Государственной думе был координатором депутатской группы по связям с парламентами Королевства Камбоджа, Лаосской Народно-Демократической Республики, Республики Союза Мьянма, членом межправительственных комиссий с Камбоджей и Лаосом. Участник постоянной делегации РФ в Азиатской парламентской ассамблее (член Комитета по экономическим вопросам и устойчивому развитию, член подкомитета по энергетике).
С 17 декабря 2018 года — председатель комитета по экономическому сотрудничеству со странами Азии и Океании при Торгово-промышленной палате Российской Федерации.
В 2019 году Алексей Чепа, вместе с другими бывшими топ-менеджерами банка, стал ответчиком по иску Агентства по страхованию вкладов на сумму почти 1,609 млрд рублей.
8 созыв (c 2021)
Был включён как в партийный список «Справедливой России», а также выдвигался по 179 одномандатному округу в Тверской области. Как кандидат по одномандатному округу был поддержан Умным голосованием, но в округе занял третье место. Стал депутатом ГосДумы по партийному списку «Справедливой России».

## Международные санкции
Из-за нарушения территориальной целостности и независимости Украины во время российско-украинской войны находится под персональными международными санкциями разных стран. С 25 февраля 2022 года был включен в санкционный список всех стран Европейского союза. С 4 марта 2022 года находится под санкциями Швейцарии. С 11 марта 2022 года находится под санкциями Великобритании. С 12 апреля 2022 под персональными санкциями Японии. С 4 мая 2022 года находится под санкциями Австралии.
Указом президента Украины Владимира Зеленского с 7 сентября 2022 года находится под санкциями Украины. С 30 сентября 2022 года находится под санкциями Соединенных Штатов Америки. С 12 октября 2022 года находится под санкциями Новой Зеландии. 24 февраля 2023 года внесён в санкционный список Канады как «причастный к продолжающемуся нарушению Россией суверенитета и территориальной целостности Украины».

## Семья и личная жизнь

### Семья
У Алексея Чепы дочь и сын. Сын Даниил Чепа и дочь Анастасия Чепа, являются резидентами Великобритании

### Скандалы
СМИ называли Чепу одним из партнёров израильско-французского предпринимателя Аркадия Гайдамака, заочно приговорённого французским судом в 2009 году к шести годам тюрьмы за незаконные поставки оружия в Анголу. Газета «Ведомости» сообщала, что Чепа был офицером спецслужб и в 1990-е годы вёл общий бизнес с Гайдамаком. Чепа и Гайдамак признают общие инвестиции в птицефабрики.
«Мы давно знакомы […] Г-н Чепа — единственный действительно реальный аграрий» 
(Аркадий Гайдамак об Алексее Чепе в интервью корреспонденту «Ведомостей» Светлане Петровой, май 2005 года
) 
В ходе предвыборной кампании в Государственную думу Алексей Чепа отрицал обвинения в продаже оружия.
В 2020 году заявил, что Россия не признаёт ответственности за расстрел польских граждан в Катыни, несмотря на то, что в 2010 году Россия официально признала это.

### Оценки
По данным СМИ, Алексей Чепа является один из самых активных депутатов Госдумы с антизападной позицией и риторикой, он принимает активное участие в ток-шоу на государственных каналах и комментирует новостную повестку в антизападной направленности. Так, он говорил, Сергей Скрипаль «продался за три целковых британской разведке», и утверждал, что в отравлении Скрипалей Россию обвиняет «русофобски настроенная группа представителей госдепа». В марте 2022 года Чепа обвинил США в российском нападении на Украину.

### Собственность
В марте 2013 года Алексей Чепа признал, что в ранее поданных декларациях о доходах допустил ошибки. Так не были задекларированы: квартира в Майами площадью 342,8 м² купленная за $2,45 млн, один офшор и несколько счетов в кипрских банках. Ошибки депутат обнаружили после публикации этих данных блогером Андреем Мальгиным.
С 2009 года Алексей Чепа являлся совладельцем лондонского ресторана Novikov, ему принадлежало 45 % акций. В 2013 году Чепа заявил что он отдал акции своему 16-ти летнему сыну из-за «жесткого» российского законодательства.
В «Архиве Пандоры» был обнаружен офшор «Portobello Enterprises», которым депутат владел вместе с дочерью Анастасией Чепой, на офшор были записаны здание и гараж в центре Лондона.
В 2023 году Фонд борьбы с коррупцией выпустил расследование о недвижимости в Европе, которой владеет семья Алексея Чепы. По данным расследования, семье депутата принадлежит особняк в городе Марбелья на берегу Средиземного моря площадью 1122 м². и стоимостью 15 млн евро. Также семье принадлежит 19-этажное офисное здание в Софии стоимостью 10 млн евро. В 2019 году владельцем дома и офисного здания стал 22-х летний сын депутата Даниил Чепа, недвижимость была зарегистрирована на офшорную компанию в Кипре.

## Награды
- Благодарность Президента Российской Федерации (11 апреля 2014 года) — за достигнутые трудовые успехи, значительный вклад в социально-экономическое развитие Российской Федерации, заслуги в гуманитарной сфере, укреплении законности и правопорядка, активную законотворческую и общественную деятельность, многолетнюю добросовестную работу[30]
- Благодарность Правительства Российской Федерации (19 декабря 2017 года) — за заслуги в законотворческой деятельности и многолетний добросовестный труд[31]